# Bernard Foccroulle
Pour les articles homonymes, voir Foccroulle.
Bernard Foccroulle, né le 23 novembre 1953 à Liège, est un organiste, compositeur et directeur d'opéra belge.

## Biographie

### Organiste
Après des études d'orgue au Conservatoire royal de Liège dans la classe d'Hubert Schoonbroodt, il se perfectionne auprès de Xavier Darasse, de Bernard Lagacé et de Gustav Leonhardt.
Il entame une carrière internationale d’organiste dès le milieu des années 1970, interprétant un vaste répertoire allant de la Renaissance à l’époque contemporaine. Il donne plusieurs dizaines de créations mondiales de compositeurs tels que Philippe Boesmans, Brian Ferneyhough, Betsy Jolas, Xavier Darasse, Jonathan Harvey, Pascal Dusapin.
Dans les années 1988, il participe au Ricercar Consort et enregistre la Messe pour le Port-Royal H.5 et le Magnificat H.81 de Marc-Antoine Charpentier. il se consacre notamment à la musique baroque allemande. Ces dernières années, il se produit régulièrement en concert avec des chanteurs ainsi qu’avec le virtuose du cornet à bouquin Jean Tubéry.
Plus récemment, il multiplie les projets multidisciplinaires associant l’orgue à la danse (créations chorégraphiques de Jan Fabre et Salvador Sanchis) ou la vidéo (création de Lynette Wallworth en 2014).
Sa discographie en soliste comporte une quarantaine d’enregistrements sur CD. Il a notamment enregistré chez Ricercar l’intégrale de l’œuvre d’orgue de J.S. Bach, de Dietrich Buxtehude, de Nicolas de Grigny et de Mathias Weckmann en sélectionnant soigneusement les plus beaux instruments historiques préservés. Ses enregistrements ont remporté de nombreux prix.

### Claveciniste
Il enregistre en 1987 avec Henri Ledroit et le Ricercar Consort, Orphée descendant aux enfers H.471, Stances du Cid H.457, H.458, H.459, Tristes déserts H.469, Ah! qu'on est malheureux H.443, Amour vous avez beau redoubler mes alarmes H.445, Rendez moi mes plaisirs H.463, Auprès du feu H.446, Le bavolet H.499a, Epitaphium Carpentarii H.474 de Marc-Antoine Charpentier. Ricercar.

### Compositeur
Ses compositions sont principalement destinées à l’orgue ou à la voix accompagnée de l’orchestre ou d’un ensemble instrumental. Rilke, Verlaine (Quatre mélodies d'après Verlaine), De Luca et Dante ont inspiré plusieurs cycles de mélodies et de pièces instrumentales.

### Directeur général du Théâtre royal de la monnaie 1992-2007
En 1992, il succède à Gerard Mortier au poste de directeur du Théâtre royal de la Monnaie à Bruxelles, fonction qu’il occupe jusqu’en 2007.
Il y invite successivement comme directeur musical Antonio Pappano et Kazushi Ono, aborde un vaste répertoire allant de Monteverdi aux œuvres contemporaines. Il y accueille de grands metteurs en scène (Luc Bondy, Robert Wilson, Klaus Michael Grüber, Robert Lepage, Willy Decker, Richard Jones), commande et crée de nombreux opéras, multiplie les résidences d’artistes (Anne Teresa De Keermaeker, Philippe Boesmans, Fabrizio Cassol) et ouvre l’opéra aux disciplines artistiques les plus diverses et les plus contemporaines.

### Directeur général du Festival d’Aix-en-Provence
En janvier 2007, il succède à Stéphane Lissner au poste de directeur général du Festival international d'art lyrique d'Aix-en-Provence.
Il y invite les plus grands metteurs en scène (Patrice Chéreau, Peter Sellars, Robert Carsen, Dimitri Tcherniakov, Katie Mitchell), des chefs d’orchestre de renommée mondiale (Sir Colin Davis, Sir Simon Rattle, William Christie, Esa-Pekka Salonen), les figures montantes de la nouvelle génération (Leonardo Garcìa Alarcón, Jérémie Rohrer, Raphaël Pichon) et de prestigieux ensembles en résidence (Berliner Philharmoniker, London Symphony Orchestra, Freiburger Barock Orchester, Orchestre de Paris).
Il accorde une place privilégiée à la création en donnant régulièrement des premières mondiales, telles que Written on Skin (2012) de George Benjamin et Pinocchio (2017) de Philippe Boesmans.
Il renforce l’ancrage local du Festival en le dotant d’un service éducatif et d’un service socio-artistique qui mènent de nombreuses actions de sensibilisation et de pratiques artistiques auprès des écoles et des associations de la région Provence-Alpes-Côte d'Azur.
Attaché à la formation et l’accompagnement des jeunes chanteurs, musiciens et créateurs, il développe l’Académie du Festival d’Aix et crée en 2011 le réseau européen enoa (European Network of Opera Academies) pour soutenir la formation des jeunes artistes et la circulation des œuvres musicales en Europe.
Il ouvre également le Festival d’Aix à d’autres traditions musicales, notamment celles issues du monde méditerranéen.
En décembre 2015, il annonce son départ du Festival d’Aix à la fin de son mandat actuel, prévue en septembre 2018, pour se consacrer à la composition et à sa carrière d’organiste.
Sous sa direction, le Festival d'Aix est nommé Ambassadeur culturel européen par la Commission européenne en 2013 et reçoit le Prix du Meilleur Festival lors des International Opera Awards de 2014.
En mai 2025, après la mort soudaine de Pierre Audi, il est nommé conseiller pour l’édition 2025 du festival.

### Enseignement
De 1976 à 1990, il enseigne l’analyse musicale au Conservatoire de Liège. Durant une décennie, de 2009 à 2019, il est professeur d’orgue au Conservatoire royal de Bruxelles.

### Engagements
Au cours de sa carrière, Bernard Foccroulle s’est engagé à plusieurs reprises en faveur d’une plus grande accessibilité de tous. En 1993, il fonde l’association Culture et Démocratie qui milite pour la participation du plus grand nombre à la vie culturelle. En 1998, il crée le réseau européen RESEO, voué à la sensibilisation à l’opéra et à la danse.
De 2001 à 2009, il est également vice-président puis président du réseau Opera Europa qui réunit plus d’une centaine de maisons d’opéra à travers une trentaine de pays européens.

## Compositions

### Pièces vocales
- Cycle Rilke (2005-2011) :
  - Am Rande der Nacht I, Sieben Lieder nach Rilke für Sopran, Chor und Orchester, 2007,
  - Am Rande der Nacht II, Sechs Lieder nach Rilke für Sopran und Orchester, 2010 (éditions Ricordi),
  - Wer du auch seist, Vier Lieder nach Rilke für Sopran und Klaviertrio, 2009,
  - Ich soll silbern erzittern, Solo für Altflöte, 2011,
  - Wie ein Wort das noch im Schweigen reift, Solo für Cello, 2011 ;
- Quatre Mélodies d’après Verlaine pour voix (soprano) et piano, 2011 ;
- Nigra sum, pour soprano, cornetto et orgue (2012) ;
- « Due », Cinq pièces sur des poèmes d’Erri De Luca, pour baryton et ensemble instrumental (2013) ;
- E vidi quattro stelle (d’après le Purgatoire de Dante) pour soprano, baryton, cornetto, trois trombones/sacqueboutes, harpe et orgue (2017) (Éditions Henri Lemoine, Paris).
- Cassandra, opéra (2023)

### Pièces instrumentales
- Cinq pièces pour viole de gambe (1982) ;
- Deux mouvements pour deux violes de gambe (1984) ;
- Ricercar pour traverso, violon et viole de gambe (1991).

### Œuvres pour orgue
- Sinfonien pour orgue et percussions (1984) ;
- Capriccio sopra re-fa-mi-sol , 1986 (pour orgue italien ou français) ;
- Toccata, 2001 (pour un grand orgue nordique) ;
- Spiegel, 2005 (pour orgue de style Renaissance, Éditions Doblinger) ;
- Kolorierte Flöten, 2007 (pour orgue baroque de style thuringien) ;
- O quam tu pulchra es, 2009 (pour orgue français) ;
- E più corusco il sole, 2016 (commande de Radio-France, 2016).

Toutes ces pièces – sauf Spiegel - sont éditées chez Henri Lemoine (Paris)

## Littérature
Bernard Foccroulle a publié deux livres :
- Entre passion et résistance, entretiens avec Pierre Delrock, 2005 (Labor)  (ISBN 2-8040-1937-3) ;
- La Naissance de l’individu dans l’art, en collaboration avec Robert Legros et Tzvetan Todorov, 2005 (Grasset).

## Distinctions
Bernard Foccroulle est
- Grand officier de l'ordre de Léopold,
- Officier de l'ordre des Arts et des Lettres,
- Officier de la Légion d'honneur,
- Officier du Mérite wallon (O.M.W.) (2012).

Il est également docteur honoris causa de l’Université de Montréal, de l’Université d’Aix-Marseille et de l'Université catholique de Louvain.
En avril 2017, il reçoit le Prix du Leadership lors des International Opera Awards 2017.